# خليط الغيبوبة

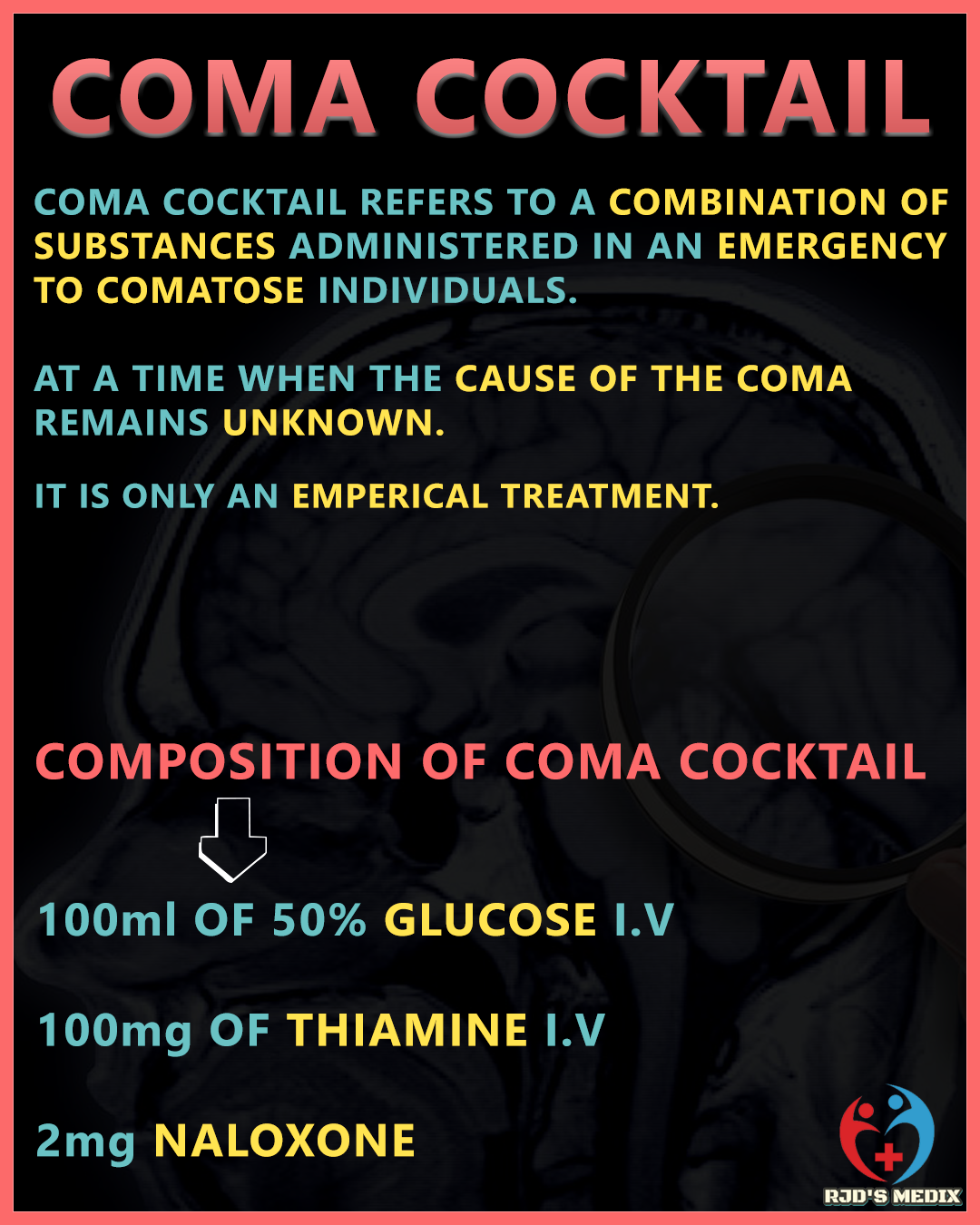
النالوكسون يعتبر ترياقًا دوائيًا مثاليًا للتسمم الأفيوني. ⁣ ⁣ كوكتيل الغيبوبة هو مزيج من المواد التي تعطى للفرد في غيبوبة خاصة عندما يكون سبب غيبوبته غير معروف. ⁣

يشير مصطلح خليط الغيبوبة (بالإنجليزية: Coma cocktail)‏ إلى مزيج من المواد المعدة في حالات الطوارئ للأشخاص المصابين بغيبوبة، وذلك عندما يكون سبب الغيبوبة غير معروف.
تشتمل هذه التركيبة على جلوكوز، وفلومازينيل، ونالكسون، وفيتامين ب1.
وقد اقترح بعض العلماء استخدام النالكسون والفلومازينيل بشكلٍ انتقائي أكثر من الجلوكوز وفيتامين ب1.
بينما اقترح آخرون التخلي عن هذا المفهوم.